# Isidre el Llaurador
Isidre el Llaurador o de Madrid (Madrid, 1080-1130) va ser un camperol de Madrid, canonitzat al segle xvii i venerat com a sant per l'Església Catòlica. Des de 1622 és el patró de la pagesia espanyola i de la ciutat de Madrid. A Catalunya, i en menor mesura al País Valencià, va substituir els patrons tradicionals: sant Galderic i els sants Abdó i Senén. Se'n commemora la festa el 15 de maig, aniversari de la mort.

## Vida i llegendes
El seu nom era Isidro de Merlo y Quintana. De molt jove, va treballar la terra, al servei del noble Iván de Vargas. En conquerir els almoràvids Madrid, va marxar a Torrelaguna, on va casar-se amb Maria Toribia, després canonitzada com a santa Maria de la Cabeza. Va dedicar la seva vida al treball i l'oració.
Entre els miracles que hom li atribueix, hi ha el del pou (on, gràcies a la seva oració, les aigües d'un pou pujaren fins que en pogué sortir un nen, son fill, que hi havia caigut; el nen és conegut com a 'San Illán, i el pou es conserva a l'anomenada Casa de San Isidro, a Madrid), i el miracle dels àngels (els àngels llauraven el camp amb els bous mentre Isidre pregava; Iván de Vargas, diu la llegenda, volia recriminar-li que es detingués contínuament a les esglésies que trobava pel camí i que hi pregués, però va poder veure que els àngels feien la feina mentre el sant feia oració).

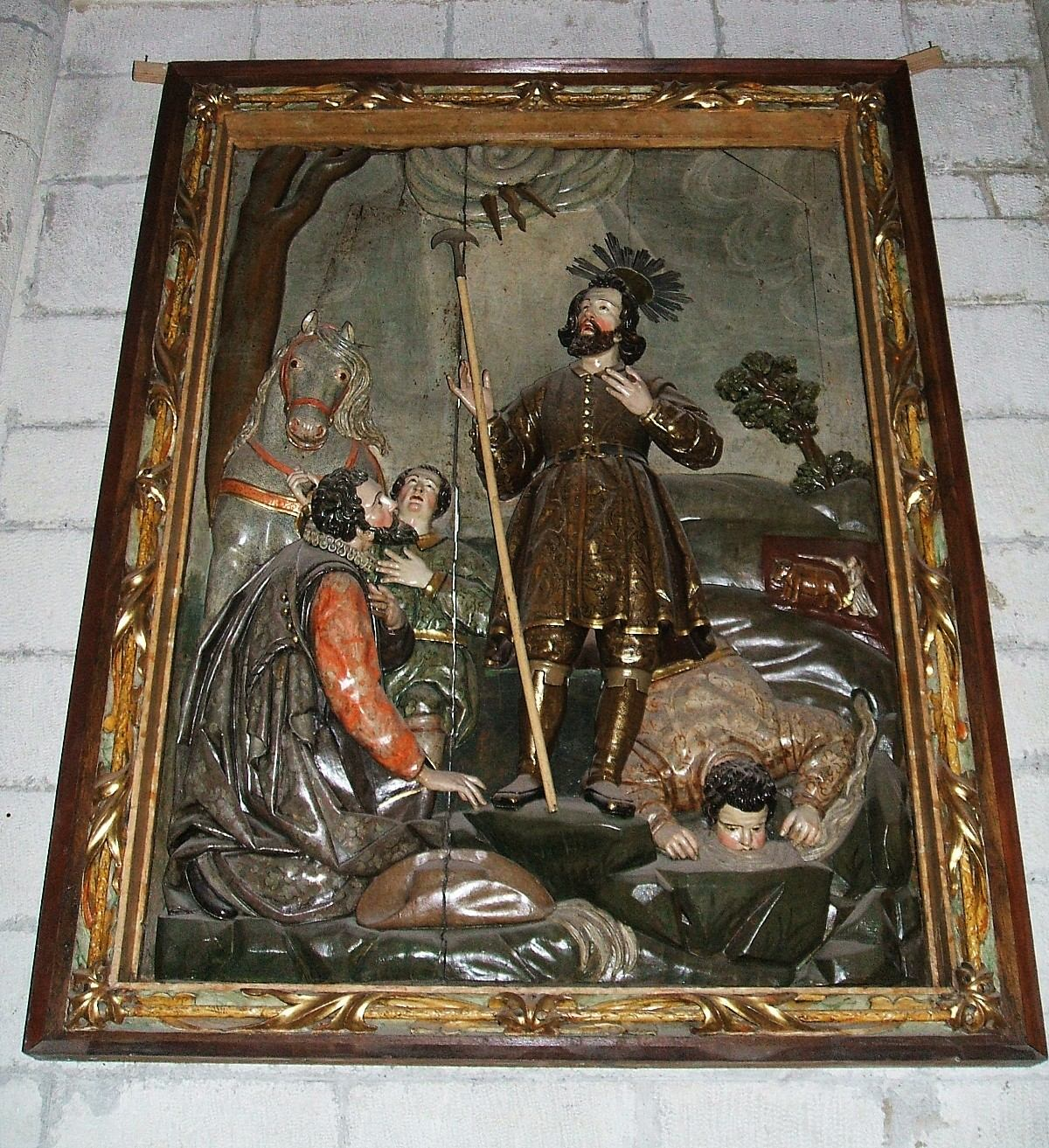
Relleu a la Iglesia de San Pedro de Vitoria
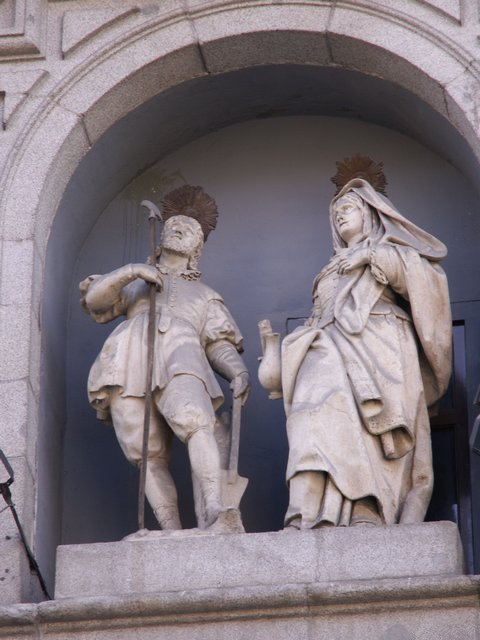
Sant Isidre i Santa Maria de la Cabeza (s. XVII) a la façana de la Col·legiata de St. Isidre (Madrid)
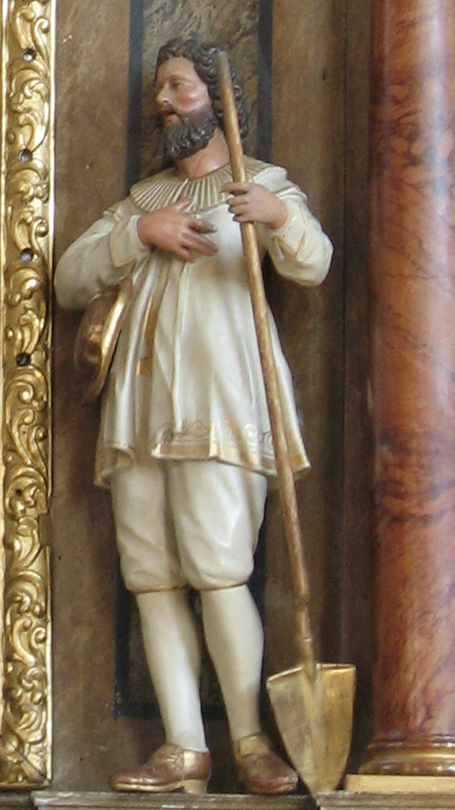
Talla barroca a St. Peter bei Laien (Alemanya)
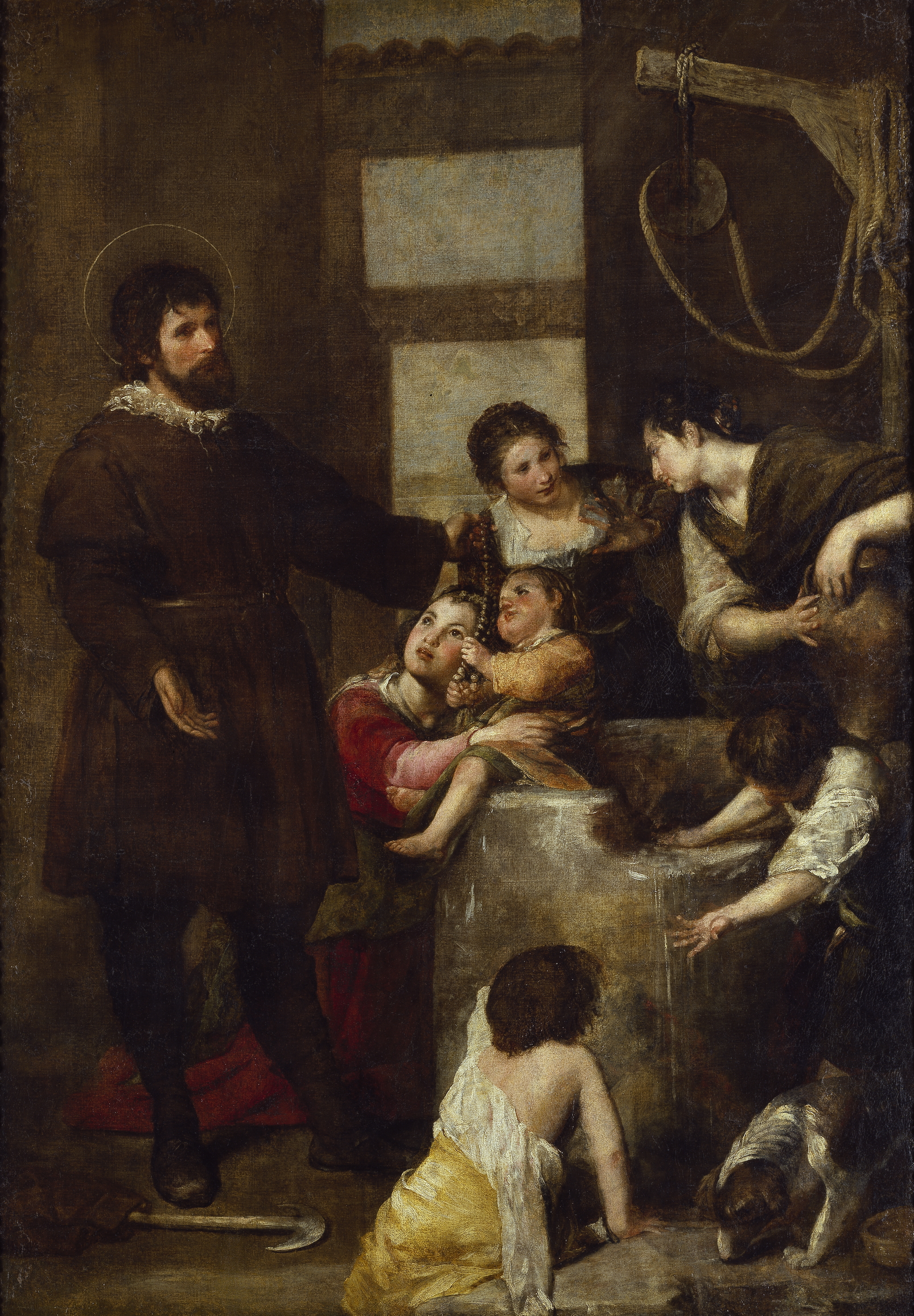
El miracle del pou per Alonso Cano (1648)

## Culte religiós
Isidre va ser beatificat el 2 de maig de 1619 per Pau V i canonitzat poc després el 12 de març de 1622 per Gregori XV. Les seves restes van ser traslladades a l'església de San Andrés i, d'aquí, al Col·legi Imperial dels Jesuites, actualment Col·legiata de Sant Isidre.
Sant Isidre es festeja i celebra el 15 de maig, especialment a Espanya, Sardenya i els països sud-americans. Moltes parròquies catalanes tenen Goigs dedicats a sant Isidre.

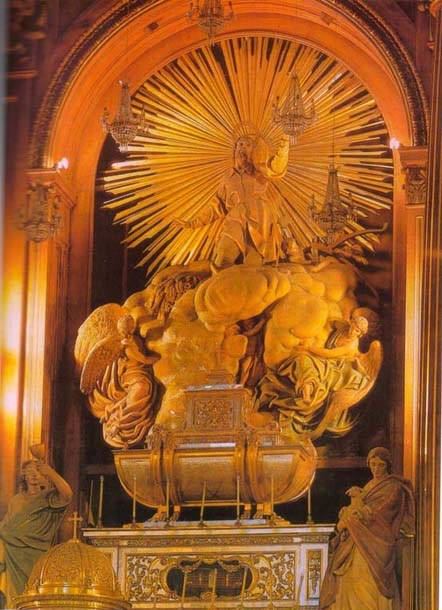
Arca d'argent de St. Isidre, a l'altar de la Col·legiata de S. Isidre (Madrid)
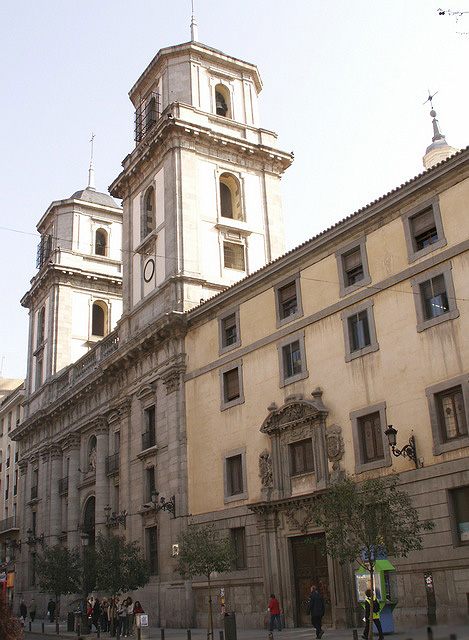
Col·legiata de St. Isidre (Madrid)
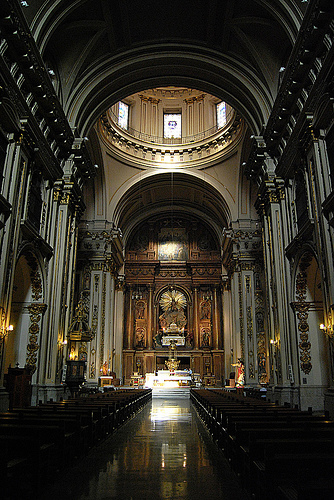
Interior de la Col·legiata, amb l'altar i la tomba del sant
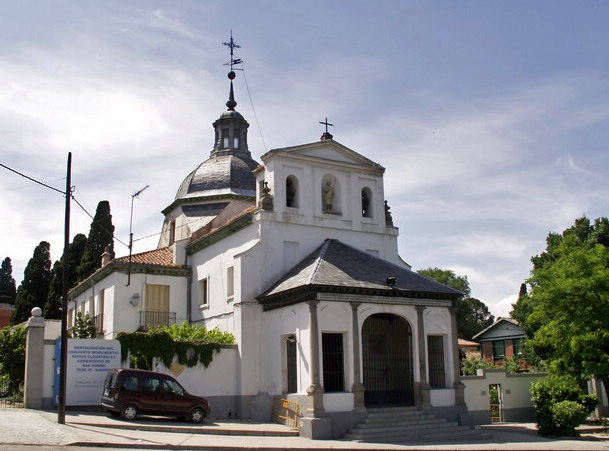
Ermita de St. Isidre (Madrid), de 1725
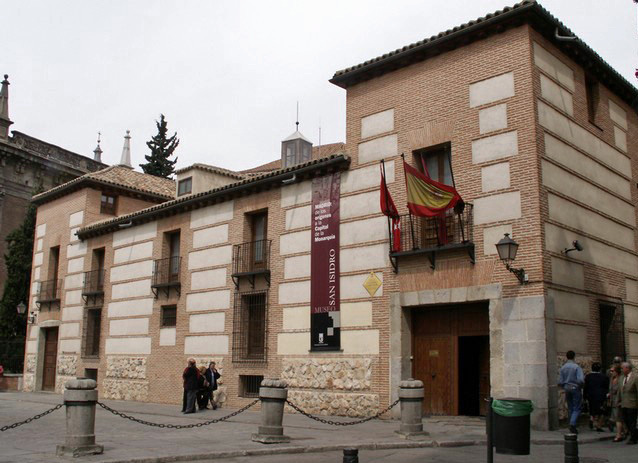
Museo de los Orígenes (Madrid), antiga casa de St. Isidre
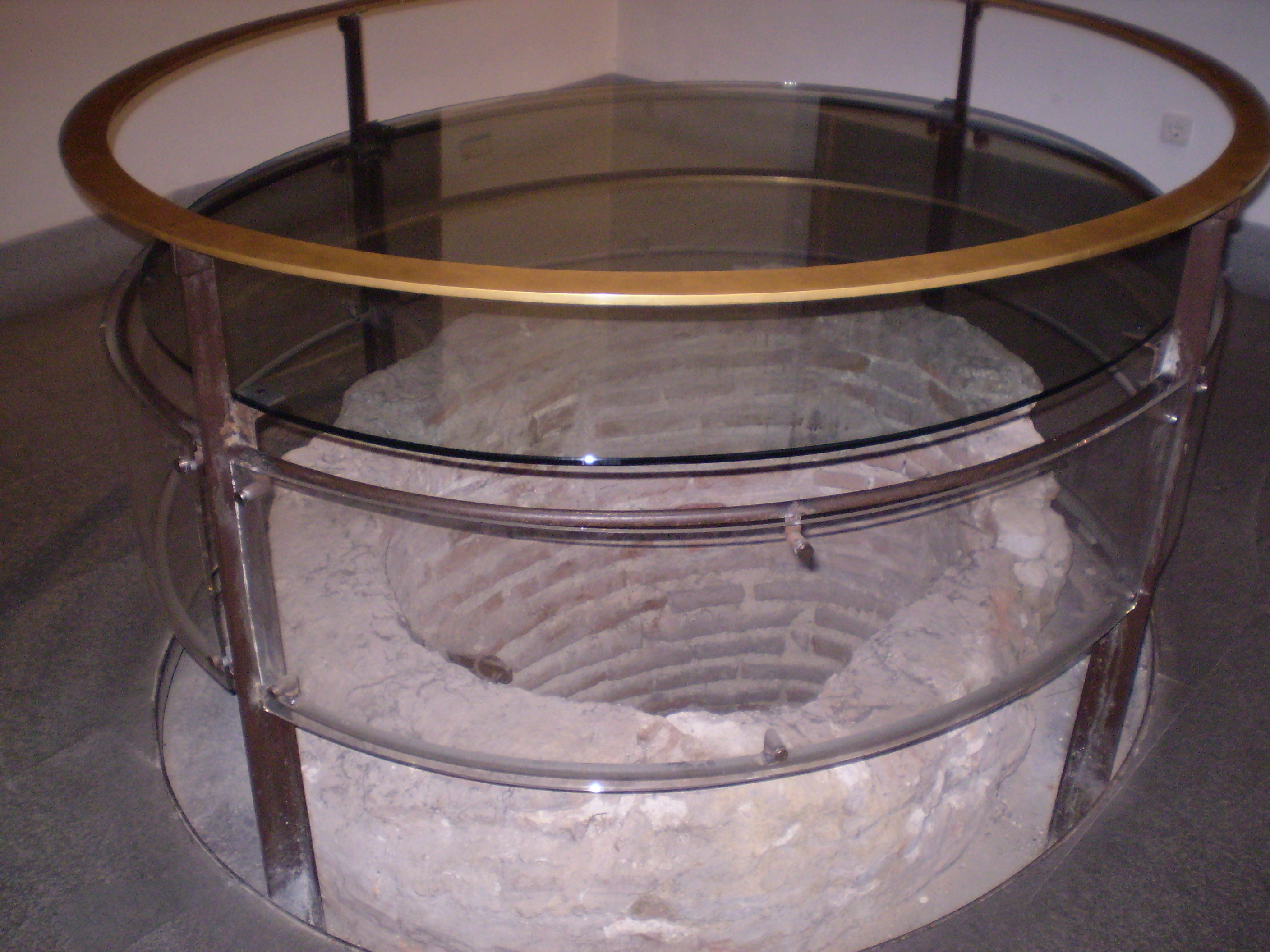
Pou de Sant Isidre, a la casa del sant
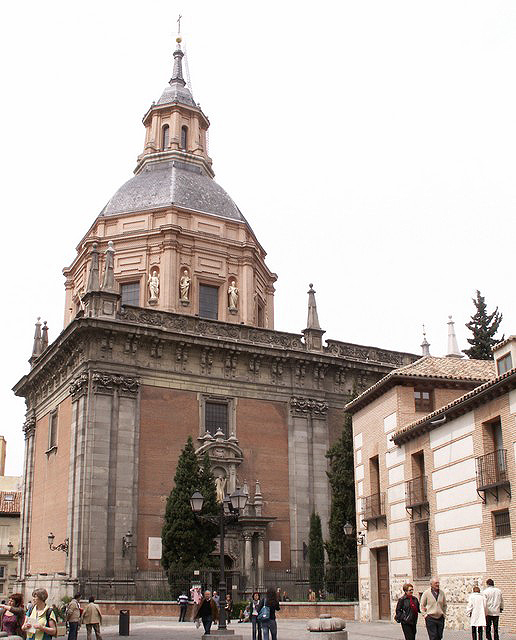
Capella de Sant Isidre a l'església de San Andrés (Madrid), primera tomba del sant
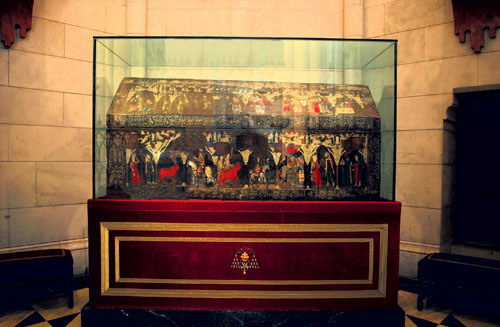
Antiga arca del sant (s. XIII, amb decoració gòtica), primitiu sepulcre del sant, a una capella de la Catedral de la Almudena (Madrid)